# Alexander Aas
Alexander Aas est un footballeur norvégien, né le 14 septembre 1978 à Skien en Norvège. Il évolue comme arrière droit.

## Sélection nationale
- Norvège : 8 sélections / 1 but

Alexander Aas obtient sa première sélection le 21 janvier 2001 contre la Corée du Sud à Hong Kong lors d'une victoire (3-2) en match amical.
Il marque son unique but en sélection lors d'un match amical remporté (5-2) contre Singapour le 28 janvier 2004.
Il compte huit sélections entre 2001 et 2004 pour trois titularisations.

## Palmarès
ODD Grenland
- Vainqueur de la Coupe de Norvège (1) : 2000

 Strømsgodset IF
- Vainqueur de la Coupe de Norvège (1) : 2010